# Pietro Dusina
Pietro Dusina – włoski duchowny rzymskokatolicki, prałat, w latach 1574–1575 był inkwizytorem i delegatem apostolskim na Malcie.

## Życiorys
Pochodził z Brescii. Przez jakiś czas sprawował urząd wikariusza diecezji neapolitańskiej przy kardynale Carafie.
3 lipca 1574 został mianowany przez papieża Grzegorza XIII inkwizytorem na Malcie, zaś na wyspę przybył 1 sierpnia tego samego roku. Przed powołaniem Dusiny władzę inkwizycyjną sprawował biskup Malty, ale spory między Wielkim Mistrzem Jeanem de la Cassière a biskupem Martínem Royasem de Portalrubio doprowadziły do nominacji Dusiny przez papieża. W dniu 28 stycznia 1575 papież potwierdził rolę Dusiny jako apostolskiego delegata na Malcie.
La Cassière zaproponował Dusinie byłą Castellanię w Birgu, aby ta mieściła jego oficjalną rezydencję, a także trybunał inkwizycji. Budynek stał pusty przez kilka lat, stąd na czas jego dostosowania do nowej roli Dusina został zakwaterowany w forcie St. Elmo w Valletcie, a później w klasztorze Dominikanów w Birgu, zanim w końcu osiadł w Castellanii. Budynek ten mieścił inkwizytorów maltańskich do roku 1798, i stał się znany jako Pałac Inkwizytora.
Dusina po raz pierwszy rozpatrywał sprawę jako inkwizytor 25 sierpnia 1574. Pełnił tę rolę tylko przez osiem miesięcy, jego ostatnia rozprawa miała miejsce w maju 1575 roku, i prawdopodobnie opuścił on Maltę jeszcze w tym samym miesiącu. Jego następcą jako inkwizytor, od 4 czerwca 1575 został Pietro Sant'Umano.
W 1575 roku odwiedził każdą parafię, każdy kościół i każdą wioskę na Wyspach Maltańskich, pozostawiając potomnym szczegółowy zapis tego, co znalazł. Jego raport zawiera olbrzymią ilość informacji i szczegółów. Odręczne kopie tego raportu znajdują się w Bibliotece Narodowej Malty, archiwum archidiecezjalnym i watykańskim Archiwum Apostolskim, i są pierwotnym źródłem ważnych informacji dotyczących historii Malty w XVI wieku.
Nie jest znany żaden portret Pietro Dusiny.